# أم المهاجر الرومية
أم المُهاجر الروميَّة جارية روميَّة وتابعيِة مِن رواة الحديث النبوي، كانت نصرانية فأسلمت في عهد الخليفَّة عثمان بن عفان.

## إسلامها
لها حديث رواه البخاري في كتابه «الأدب المفرد» تتكلم فيه عن إسلامها:
حدّثنا موسى، حدّثنا عبد الواحد؛ قال" حدثتنا عجوز نوبية تُدعى عقيلة مولاة لبني فزارة وهي جدة علي بن غراب، تقول حدَّثتني أم المهاجر؛ قالت: سُبيت وجواري من الروم، فَعرض علينا الخليفة عُثمان الإسلام فلم يُسْلِم غيري وغير أخرى؛ فقال: اذهبوا فإحفظوهما، وطَهّروهما، فكنتُ أخدُمُ عُثمان.
وروى لها أبو داود والترمذي وابن ماجة.